# Нојбау (Беч)
Нојбау је седми округ града Беча.
На северу улицом Лерхенфелдерсштрасе (Lerchenfelderstraße ) граничи се са Јозефштатом,на западу улицом Музеумштрасе и Музеумсплац (Museumstraße) (Museumsplatz) ca Првим округом (Беч), на југу Маријахилфштрасе повезује се са Маријахилфом.Западна граница округа, je Пенцинг (Беч) и Отакринг и пролази дуж сегмента Бечког појаса.